# Kötschach
Kötschach (Koče) ist ein Straßenmarkt in der Gemeinde Kötschach-Mauthen in Kärnten. Die Ortschaft hat 1528 Einwohner (Stand 1. Jänner 2025).
Die Siedlung entstand schon vor der Römerzeit am Weg aus dem Drautal über den Gailbergsattel zum Plöckenpass. Urkundlich wurde es erstmals im Jahre 1307 zum Görzischen Amt genannt. Im 15. Jahrhundert stand Kötschach unter der Herrschaft des österreichischen Landesfürsten Kaiser Friedrich III. Durch den Bergbau wurde Kötschach zum bedeutendsten Ort im oberen Gailtal. Kirchlich war Kötschach ab 811 Teil des Patriarchats Aquileja, bis der Kaiser Josephs II. das Gebiet der Diözese Gurk zuteilte. Die bäuerliche Gehöftform ist der Paarhof mit Breitgiebelhäusern, Stallscheunen mit Trockengängen und Stangengerüsten.

## Kultur und Sehenswürdigkeiten
- Pfarrkirche Unsere liebe Frau
- Friedhofskapelle
- Einsiedelkapelle hl. Johann Nepomuk
- Kapelle neben der Gailbergstraße
- Evangelische Friedenskirche
- Ehemaliges Servitenkloster, jetzt Konvent der Söhne des Ordens Mariä
- Ehemaliges Amtshaus der Herrschaft Pittersberg
- Denkmal zu Franz Freiherr von Schmidt-Zabierow
- Museum 1915–18 (Plöckenmuseum), Museum zum Gebirgskrieg 1915–1918

## Persönlichkeiten
- Joseph von Pichler (1730–1808), Maler
- Johann Klaus (1808–1885), Postmeister und Politiker